# Inger Håkansson
Inger Lisbeth Håkansson, född den 15 juli 1947, är en tidigare svensk landslagsspelare i handboll.

## Klubbkarriär
Inger Håkansson började spela för Långö AIK och spelade där fram till 1970. Då klubben lade ner sin damhandbollssektion började hon spela för IFK Karlskrona, där hon spelade resten av sin elitkarriär. 

## Landslagskarriär
Under 1966-1967 spelade Inger Håkansson 5 ungdomslandskamper. Hon debuterade sedan 1968 i A-landslaget och spelade 48 matcher med 29 gjorda mål åren 1968-1975. Inger Håkansson har fått Stora grabbars och tjejers märke  Hon var främst försvarsspelare i landslaget vilket framgår av de få gjorda målen.